# Берёзки (Гомельский район)
Берёзки (бел. Бяро́зкі) — деревня в Улуковском сельсовете Гомельского района Гомельской области Республики Беларусь.

## География

### Расположение
Железнодорожная станция на линии Гомель — Добруш, в 3 км на восток от Гомеля. На юге граничит с лесом.

### Гидрография
На севере протекает река Ипуть (приток реки Сож).

### Транспортная сеть

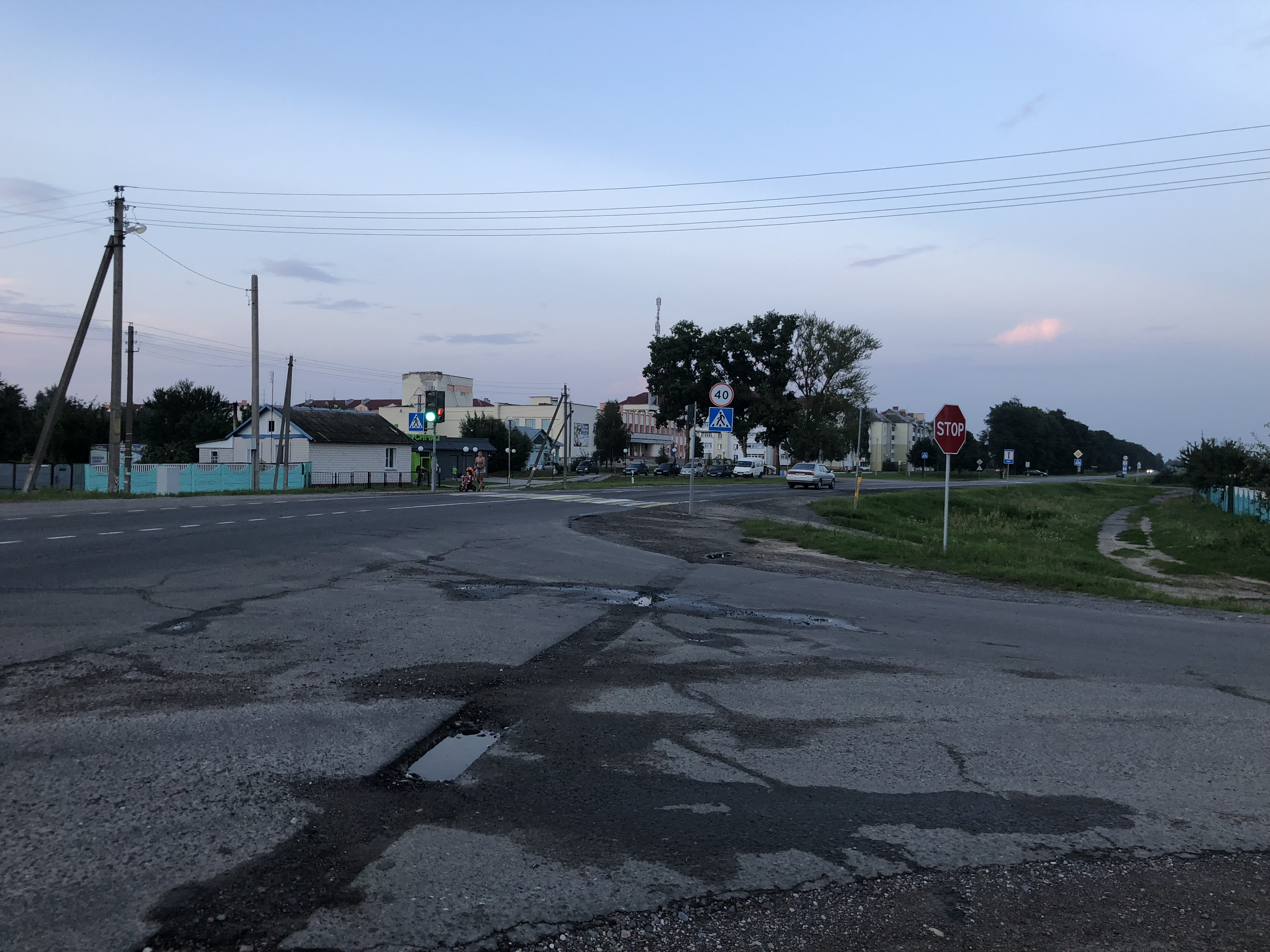
Перекрёсток автомагистрали M10 и улицы Первомайская

На автодороге Добруш — Гомель. Через деревню проходят городские автобусные маршруты № 4, 4а,31 и 30. Планировка состоит из прямолинейной улицы почти меридиональной ориентации, параллельно которой на севере проходит короткая улица, а на юге к главной присоединяется улица, ориентированная с юго-востока на северо-запад. Застройка двусторонняя, деревянная, усадебного типа.

## История
По письменным источникам известна с XIX века. В 1832 году небольшое село с трактиром. С вводом в эксплуатацию 8 августа 1887 года железной дороги Гомель — Брянск начала действовать железнодорожная станция. В 1931 году организован колхоз. Во время Великой Отечественной войны в сентябре 1943 года немецкие оккупанты полностью сожгли деревню и убили 3 жителей. В 1962 году к деревне присоединён посёлок Назарет. Центр племзавода «Берёзки» (в 2012 году племзавод реорганизован путём присоединения к КСУП «Тепличное»). Размещаются Дом культуры, детский сад, несколько магазинов, баня, библиотека, спецшкола-интернат, приёмник-распределитель, комплексный приёмный пункт, парикмахерская, мастерская по ремонту обуви, кассы банков «Беларусбанк» (присутствует инфокиоск), «Белагропромбанк».

## Население

### Численность
- 2004 год — 937 хозяйств, 2710 жителей

### Динамика
- 1926 год — 45 дворов, 245 жителей
- 1940 год — 95 дворов, 423 жителя
- 1959 год — 278 жителей (согласно переписи)
- 2004 год — 937 хозяйств, 2710 жителей

## Достопримечательность
- Церковь Иоанна Богослова